# Shadow of Violence
Shadow of Violence (Originaltitel Calm with Horses) ist ein Kriminalfilm von Nick Rowland, der im September 2019 im Rahmen des Toronto International Film Festivals seine Weltpremiere feierte und am 13. März 2020 in die irischen und britischen Kinos kam. Der Film basiert auf einer Kurzgeschichte von Colin Barrett.

## Handlung
Der ehemalige Boxer Douglas Armstrong, genannt Arm, arbeitet nach dem Ende seiner Profikarriere nunmehr in einem kleinen Küstenstädtchen in Irland für die Verbrecherfamilie Devers, die mit Drogen handelt. Er lebt sogar mit ihnen zusammen und wird oberflächlich als Teil der „Familie“ akzeptiert. Der mit seinem massigen Körperbau und seinem kurzgeschorenen Schädel einschüchternd wirkende Arm ist nicht nur der beste Kumpel, sondern auch die rechte Hand von Dympna Devers, dem ältesten Sohn und zukünftigen Oberhaupt der Familie. Er setzt ihn als Schläger und Geldeintreiber ein. Dympna glaubt, dass er bei seinen Drogengeschäften schlimmere Dinge tun muss als Arm in seinem Job.
Mit seiner Ex-Freundin Ursula hat Arm einen gemeinsamen Sohn. Der 5-jährige Jack leidet unter Autismus, und Arm liebt beide, auch wenn es für ihn nicht immer einfach ist, die Anfälle seines Sohns zu ertragen. Ursula möchte auf die andere Seite Irlands ziehen, wo es bessere Einrichtungen für den Jungen gibt. Sie plant einen Umzug in das weit entfernte Cork, wo Jack die Pflege erhält, die er braucht. Zur selben Zeit, als Arm von Ursulas Plänen erfährt, wird er von den Devers mit der Drecksarbeit beauftragt, einen Mord zu begehen. Es ist das erste Mal, dass Arm jemanden töten soll, und zudem ist es jemand, den er schon lange kennt.

## Produktion
Der Film basiert auf der gleichnamigen Kurzgeschichte des irischen Schriftstellers Colin Barrett, die 2013 in der Sammlung Young Skins veröffentlicht wurde und 2016 in einer deutschen Übersetzung von Hans-Christian Oeser unter dem Titel Junge Wölfe erschien.
Regie führte Nick Rowland, der nach mehreren Kurzfilmen wie Slap, der 2015 bei den British Academy Film Awards nominiert war, und Arbeiten an Fernsehserien mit Shadow of Violence sein Spielfilmdebüt gab. Barretts Kurzgeschichte wurde von Joe Murtagh für den Film adaptiert, mit dem Rowland seit ihrem gemeinsamen Studium an der National Film and Television School zusammenarbeitet. Für den von ihnen gemeinsam realisierten Kurzfilm Group B wurde Murtagh für den Studenten-Oscar nominiert. Der Titel von Kurzgeschichte und Film Calm with Horses (engl. für „ruhig mit den Pferden“) bezieht sich auf die Art, wie sich Arms Sohn Jack bei den Therapien auf dem Pferd verhält und wie das Reiten ihn beruhigt, der oft scheinbar grundlos schreit.

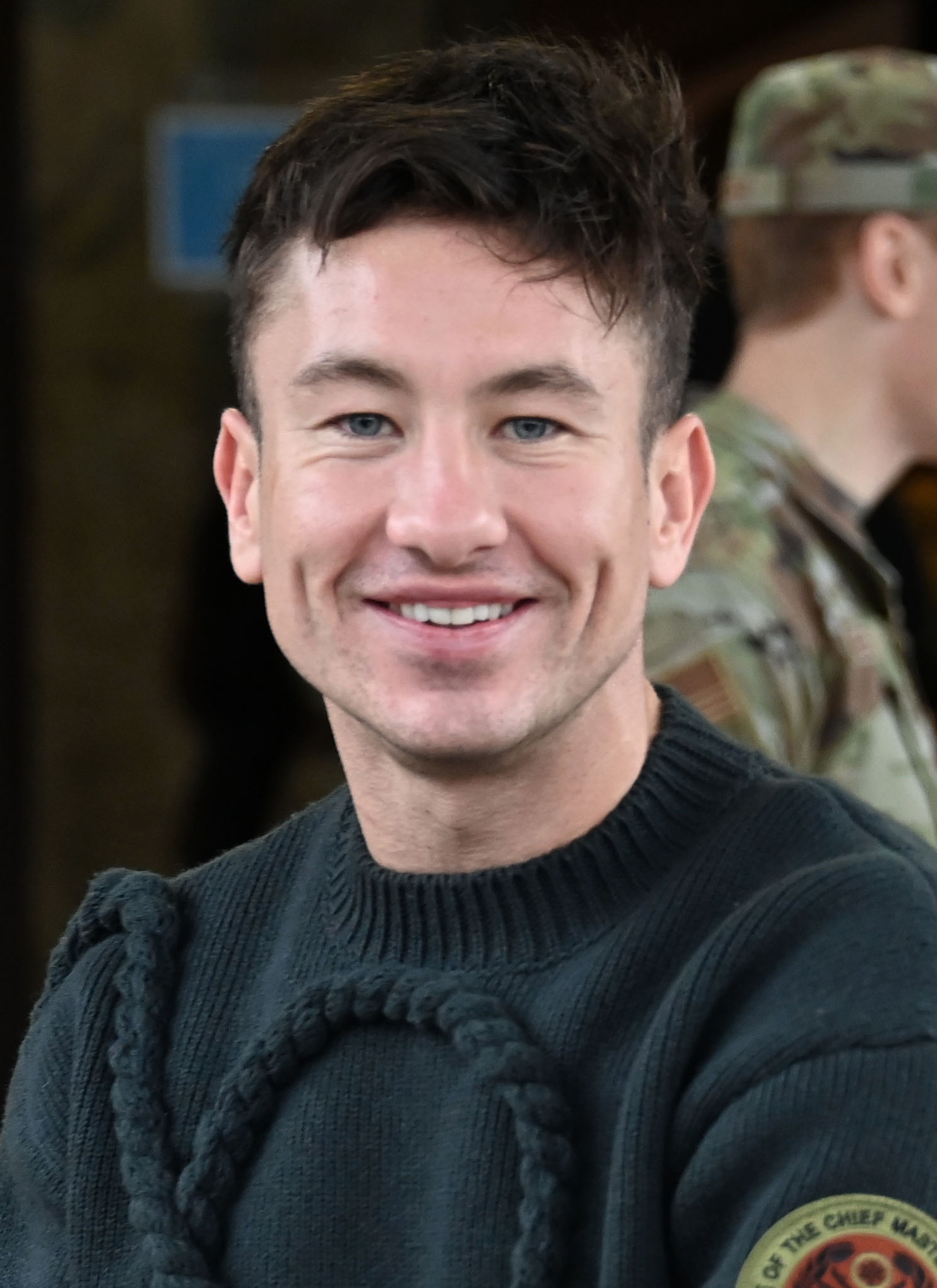
Barry Keoghan spielt Dympna Devers

Der britische Schauspieler und Singer-Songwriter Cosmo Jarvis spielt im Film Douglas „Arm“ Armstrong. Barry Keoghan übernahm die Rolle seines besten Freundes und zugleich Aufpassers Dympna Devers. Niamh Algar spielt Arms Ex-Freundin Ursula, die auch Mutter ihres gemeinsamen, 5-jährigen Sohnes Jack ist, der von Kiljan Tyr Moroney gespielt wird. In weiteren Rollen sind Ned Dennehy, Anthony Welsh, Simone Kirby und David Wilmot zu sehen.
Der Film wird von DMC Film und Element Pictures in Zusammenarbeit mit Altitude Film Entertainment produziert und von Film4 und Fís Éireann / Screen Ireland unter Beteiligung des Audiovisual Producer’s Fund / WRAP Fund der Western Region kofinanziert. Das britische Produktionsunternehmen DMC Film wurde von Michael Fassbender und Conor McCaughan gegründet.
Die Dreharbeiten fanden ab Mai 2018 in den Grafschaften Clare und Galway im Westen Irlands statt, unter anderem in der Berglandschaft Connemaras und an der Atlantik-Küste.
Die Filmmusik steuerte der britische Komponist elektronischer Musik Benjamin John Power alias Blanck Mass bei. Das im Frühjahr 2020 von Invada Records veröffentlichte Soundtrack-Album stieg am 5. Juni 2020 im Vereinigten Königreich auf Platz 37 in die Soundtrack Albums Chart Top 50 ein.
Eine erste Vorstellung des Films erfolgte am 8. September 2019 beim Toronto International Film Festival. Im Oktober 2019 wurde der beim London Film Festival gezeigt. Am 13. März 2020 kam der Film in die irischen und britischen Kinos. In den USA erfolgte am 31. Juli 2020 ein Start des Films unter dem Titel The Shadow of Violence. Altitude Film Entertainment Sales kümmert sich um den internationalen Vertrieb. In Deutschland erschien Shadow of Violence am 25. Juli 2024 auf DVD und Blu-ray.

## Rezeption

### Kritiken
Der Film konnte bislang 94 Prozent aller Kritiker bei Rotten Tomatoes überzeugen und erhielt hierbei eine durchschnittliche Bewertung von 7,4 der möglichen 10 Punkte.

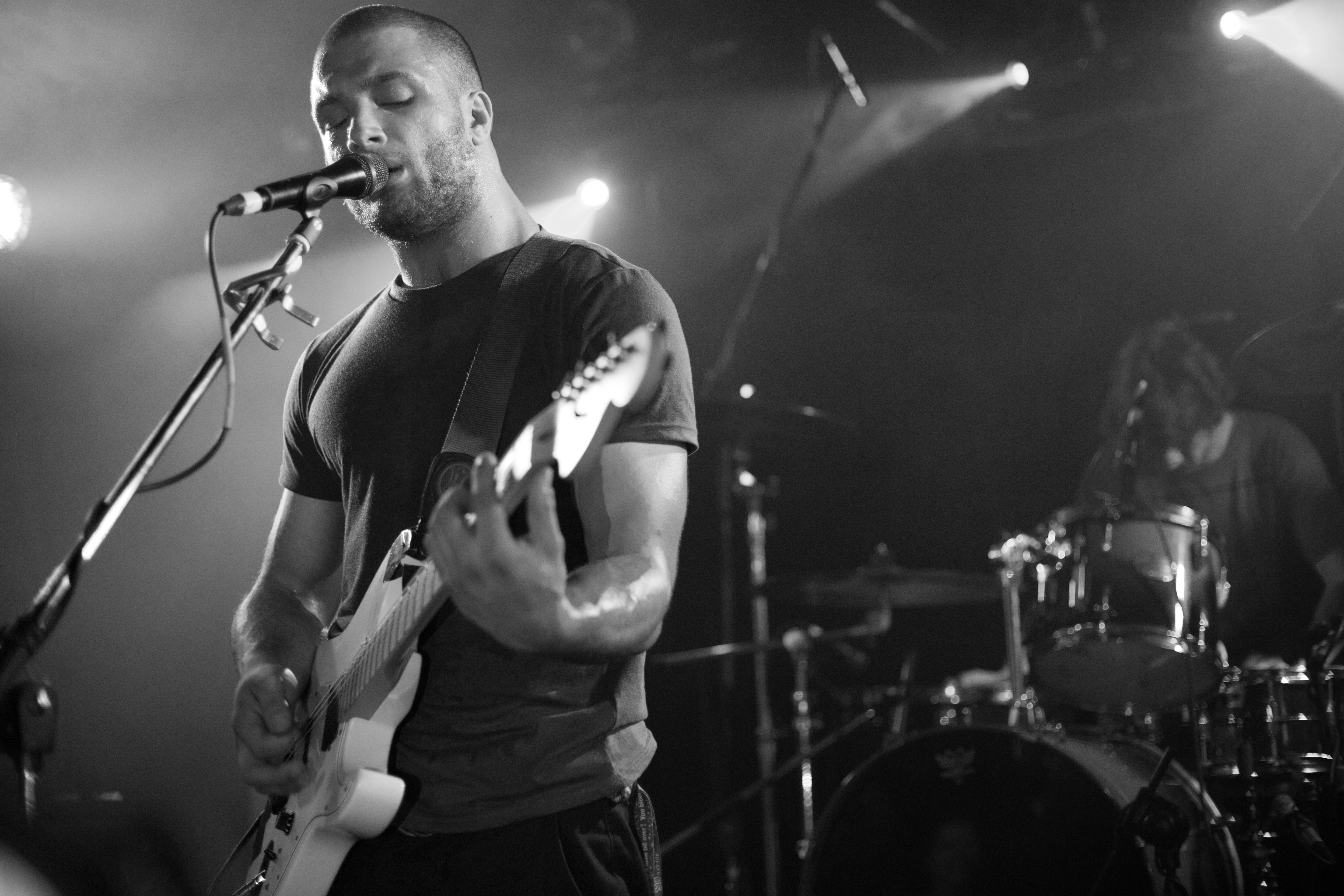
Cosmo Jarvis spielt Douglas „Arm“ Armstrong

Kaleem Aftab vom Online-Kinomagazin Cineuropa findet, die Stärke des Films liege in seiner Ruhe, mit der er sich auf die Dynamik zwischen den Figuren konzentriert. Die Handlung fühle sich ein wenig vorhersehbar an und zeige eine Welt, mit der sich das Kino schon oft befasst hat. Nick Rowlands Ansatz, das Augenmerk auf die Menschen in seinem Film zu richten und sie einen Hoffnungsschimmer in einem Teufelskreis sehen zu lassen, der ihr Leben bestimmt, mache Shadow of Violence jedoch zu mehr als einem Standard-Krimi.
Mark Kermode vom Guardian schreibt, der im ländlichen Irland spielende Film habe etwas von dem „West Country Western“ aus Sam Peckinpahs Cornish-Epos Straw Dogs, erinnere in seiner Darstellung düsterer Realitäten, die von einer erlösenden Transzendenz durchzogen sind, aber auch an Andrew Haighs Lean on Pete oder Chloé Zhaos The Rider.  Das Spiel von Cosmo Jarvis, der mit wenigen Worten, aber mit äußerst beredter Körperlichkeit agiert, vergleicht Kermode mit der kraftvollen Präsenz von Matthias Schoenaerts in Bullhead kombiniert mit der Verletzlichkeit von Jason Patric in After Dark, My Sweet.

### Auszeichnung
British Academy Film Awards 2021
- Nominierung als Bester britischer Film
- Nominierung als Beste Nebendarstellerin (Niamh Algar)
- Nominierung als Bester Nebendarsteller (Barry Keoghan)
- Nominierung für das Beste Casting[14]

British Independent Film Awards 2020
- Nominierung als Best British Independent Film
- Nominierung für die Beste Regie (Nick Rowland)
- Nominierung als Bester Schauspieler (Cosmo Jarvis)
- Nominierung als Beste Nebendarstellerin (Niamh Algar)
- Nominierung als Bester Nebendarsteller (Barry Keoghan)
- Nominierung als Vielversprechendster Newcomer (Niamh Algar)
- Nominierung als Breakthrough Producer (Daniel Emmerson)
- Nominierung für das Beste Debüt-Drehbuch (Joe Murtagh)
- Nominierung für das Beste Casting (Shaheen Baig)
- Nominierung für den „The Douglas Hickox Award (Debut Director)“ (Nick Rowland)[15]

Irish Film and Television Academy Awards 2020
- Nominierung als Bester Film 2020
- Nominierung für das Beste Drehbuch (Joe Murtagh)
- Auszeichnung als Beste Nebendarstellerin (Niamh Algar)
- Nominierung als Bester Nebendarsteller (Barry Keoghan)
- Nominierung für die Beste Ausstattung (Damien Creagh)[16][17]

London Critics’ Circle Film Awards 2021
- Nominierung als Bester britischer Darsteller (Cosmo Jarvis, auch für Nocturnal)[18]

London Film Festival 2019
- Nominierung für den Sutherland Award im First Feature Competition (Nick Rowland)